# 稜稃雀稗
稜稃雀稗（学名：Paspalum malacophyllum），为禾本科雀稗属下的一个植物种。